# Veľká Ida
Veľká Ida (Hongaars: Nagyida) is een Slowaakse gemeente in de regio Košice, en maakt deel uit van het district Košice-okolie.
Veľká Ida telt 3.290 inwoners waarvan ongeveer 10% Hongaren. Tot de jaren 60 was het dorp voor meer dan 90% Hongaarstalig. Na de komst van de staalfabriek kreeg het dorp een grote stroom nieuwe (Slowaakse) inwoners en ging het Hongaarse karakter van het dorp verloren. De Hongaarstalige school is inmiddels gesloten. In de directe nabijheid van het dorp ligt de staalfabriek van Kosice en de deelgemeente Šaca van Kosice.
Het dorp heeft een gotische kerk, die oorspronkelijk uit de 14e eeuw stamt en aan de heilige Martinus van Tours gewijd is.

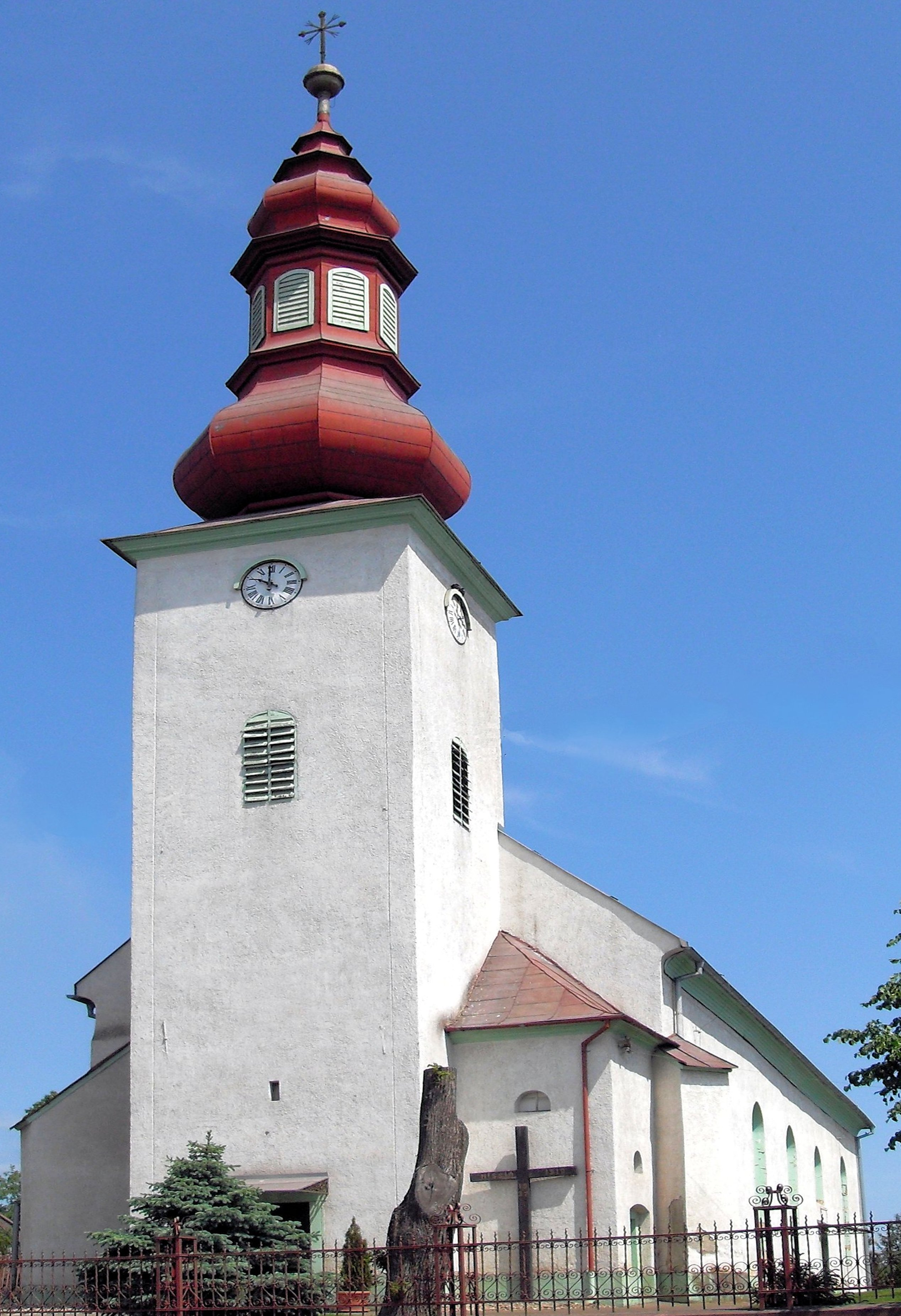
Kerk